# Rocket Science
Rocket Science es una película cómico-dramática estadounidense estrenada en 2007. Fue escrita y dirigida por Jeffrey Blitz y protagonizada por Reece Thompson, Anna Kendrick, Nicholas D'Agosto, Vincent Piazza y Aaron Yoo. Cuenta la historia de Hal Hefner, un chico tartamudo de 15 años que decide unirse al grupo de debate de su escuela cuando pierde la cabeza por la estudiante más destacada. La película trata temas como mayoría de edad, sexualidad y búsqueda de caminos.

## Producción
Blitz, el director, desarrolló una historia mientras hacía Spellbound, un documental sobre concursos de deletreo en EE. UU., pero un productor de HBO Films lo persuadió para que escribiera la historia basándose en su propia adolescencia cuando Blitz le contó acerca de sus experiencias como tartamudo. Los productores de la película visitaron varias ciudades de EE. UU. y Canadá; contrataron a Thompson como protagonista basándose en una grabación enviada por su representante y una posterior audición. Fue rodada en 30 días en Baltimore, Maryland y Trenton, New Jersey.
Rocket Science se estrenó el 19 de enero de 2007 en el Festival de cine de Sundance y luego fue estrenada en los cines el 10 de agosto. No fue un éxito en la taquilla, recaudando solo 756 mil dólares sobre un presupuesto de 4,5 millones, aunque fue bien recibida por la crítica. Algunas críticas elogiaron las actuaciones de Thompson y Kendrick, y los paralelismos de la película con la vida real; otras expresaron que la película fue deliberadamente estrafalaria y poco memorable. Fue nominada al premio del jurado en Sundance y a tres Independent Spirit Awards.